# Мхеидзе (род)
Мхеидзе (груз. მხეიძე), также Пхеидзе (груз. (ფხეიძე), Хеидзе (груз. ხეიძე), Мхеция (груз. მხეცია), и Хеция (груз. ხეცია) — грузинский княжеский род, утвержденном в 1850 году посемейном списке княжеским родам Имеретии.